# Taiwantrast
Taiwantrast (Turdus niveiceps) är en fågel i familjen trastar inom ordningen tättingar.

## Utseende och läte
Taiwantrasten är en 23 cm lång trast med karakteristisk teckning hos hanen: svart med orange buk och snövitt huvud. Honan är brunare, med huvudet fläckat i brunt och vitt. Sången är melodisk och visslande.

## Utbredning och systematik
Arten är endemisk för Taiwan. Fågeln betraktas traditionellt underart till Turdus poliocephalus, men urskiljs allt oftare som egen art.

## Levnadssätt
Taiwantrasten häckar i bergsskogar på mellan 1000 och 2500 meters höjd. Vintertid rör den sig till lägre nivåer där den kan beblanda sig med andra trastarter.

## Status
Arten har ett begränsat utbredningsområde och ett globalt bestånd som uppskattas till endast mellan 10 000 och 20 000 vuxna individer. Den tros också minska i antal. Trots det kategoriserar IUCN ändå arten som livskraftig.